# Buddleja rufa
Buddleja rufa là một loài thực vật có hoa trong họ Huyền sâm. Loài này được Fresen. mô tả khoa học đầu tiên năm 1838.